# Дада
Дада́ (рос. Дада) — село у складі Нанайського району Хабаровського краю, Росія. Адміністративний центр та єдиний населений пункт Дадинського сільського поселення.

## Населення
Населення — 433 особи (2010; 396 у 2002).
Національний склад (станом на 2002 рік):
- нанайці — 89 %